# Stazione di Borgo Fornari per Voltaggio
Stazione di Borgo Fornari per Voltaggio vasútállomás Olaszországban, Ronco Scrivia településen.

## Vasútvonalak
Az állomást az alábbi vasútvonalak érintik:
- Torino–Genova-vasútvonal

## Kapcsolódó állomások
A vasútállomáshoz az alábbi állomások vannak a legközelebb:
- Ronco Scrivia old railway station
- Stazione di Busalla
- Stazione di Ronco Scrivia